# Murkrypare
Murkrypare (Tichodroma muraria) är en liten tätting som återfinns på hög höjd i bergstrakter över hela Eurasien. Dess familjetillhörighet är under diskussion men den är ensam art i sitt släkte Tichodroma.

## Fältkännetecken

### Utseende och beteende
Murkryparen är 15.5–17 cm lång, väger 17–19 gram och har en lång, smal, mörk och lätt nedåtböjd näbb. Dess fjäderdräkt är främst blågrå, med mörk stjärt och mörka vingpennespetsar. Men det mest slående är de djupröda partierna, tillsammans med ett antal vita större prickar på de breda rundade vingarna, vilket inte syns speciellt väl när vingarna är samlade. Adult hane i sommardräkt har helsvart strupe och bröst och mycket rött på vingarna medan adult hona i sommardräkt har gråvit strupe med bara ett mindre gråsvart parti mitt på. Vintertid har båda könen vit strupe och vit till ljusgrått bröst.

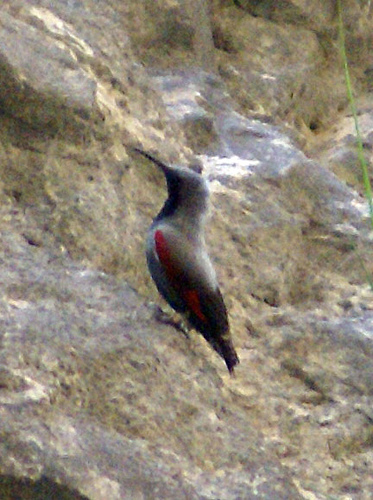
Hane i sommardräkt fotograferad i juni i Pyreneerna.

Östligare fåglar (underarten nipalensis, se nedan) har en något mörkare fjäderdräkt än nominatformen.
I flykten påminner den om en härfågel med sina breda vingar och sin lätta, flaxiga flykt med kortare glidflygningsperioder. Den är svårsedd och skygg och klättrar eller sitter ofta, med utbredda vingar, på lodräta klippväggar.

### Läte
Den är mestadels tyst, men både honor och hanar sjunger, men honan gör det oftast bara när hon försvarar sitt territorium där hon födosöker vintertid. Sången är en högfrekvent, utdragen vissling, med toner som ömsom går upp och ned. Under häckningsperioden sjunger hanen när den sitter eller klättrar.

## Utbredning och systematik

### Systematik
Murkryparen befinner sig morfologiskt mellan nötväckorna och trädkryparna och dess taxonomiska placering är under diskussion. Initialt placerade Linné arten i familjen Certhiidae tillsammans med trädkryparna. Idag förs den ofta till familjen Sittidae tillsammans med nötväckorna och där placerats som ensam art i underfamiljen Tichodromadinae, Vissa menar dock att dess fjäderdräkt inklusive formen och mönstret på stjärten mer liknar trädkryparna och att detta indikerar att den är närmare besläktad med dem. Andra separerar murkryparen helt till den egna familjen Tichodromadidae,
och dess taxonomiska ställning är inte fullständigt avgjord.

### Utbredning
Murkryparen förekommer i högalpina områden i centrala och södra Europa och i Asien.
Den delas in i två underarter med följande utbredning:
- Tichodroma muraria muraria – nominatformen förekommer i bergstrakter i centrala och södra Europa, Turkiet, Kaukasus och västra Asien österut till Elburz- och Zagrosbergen i Iran.[10]
- Tichodroma muraria nipalensis  (Bonaparte, 1850) – återfinns i bergsområden i Asien, från östra Iran till Altaj och bergstrakter i norra Hebei och norra Fujian.

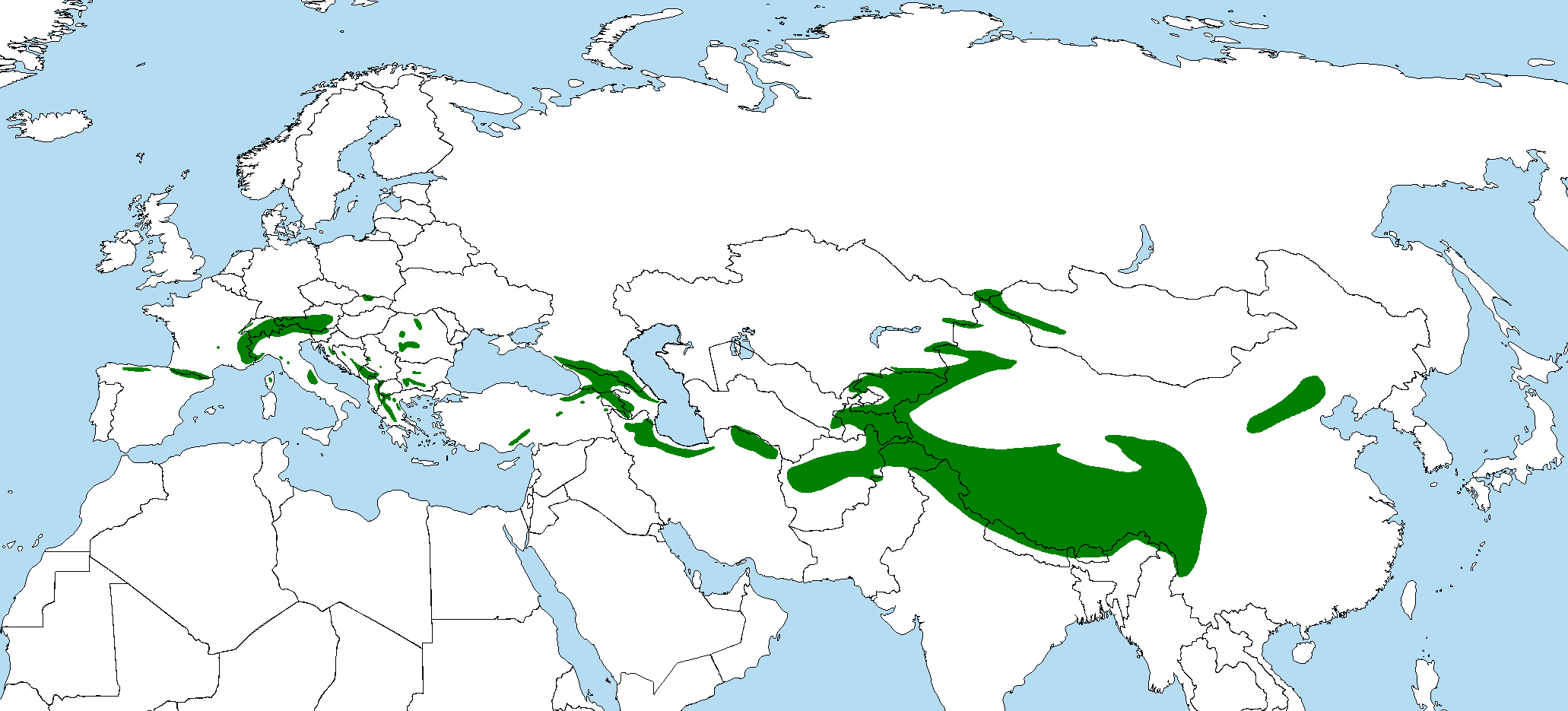
Murkryparens utbredningsområde.

Arten häckar på 1000–3000 meters höjd, men observeras på höjder upp till 4900 meter. Merparten är stannfåglar men vissa gör årliga höjdförflyttningar och förekommer vintertid på lägre nivåer.
Felflugna individer har rapporterats från Storbritannien, Nederländerna, Belgien, Portugal, Malta, Marocko och Tunisien.

## Ekologi

### Föda
Murkryparen är en insektsätare som främst lever av insekter och spindlar som den plockar från klippväggen. Ibland jagar den även flygande insekter i korta flygattacker från en sittplats på klippväggen. När den födosöker på en klippvägg förflyttar den sig över ytan genom att "krypa" med halvt utbredda vingar men även med små hopp och kortare flygturer.

### Häckning

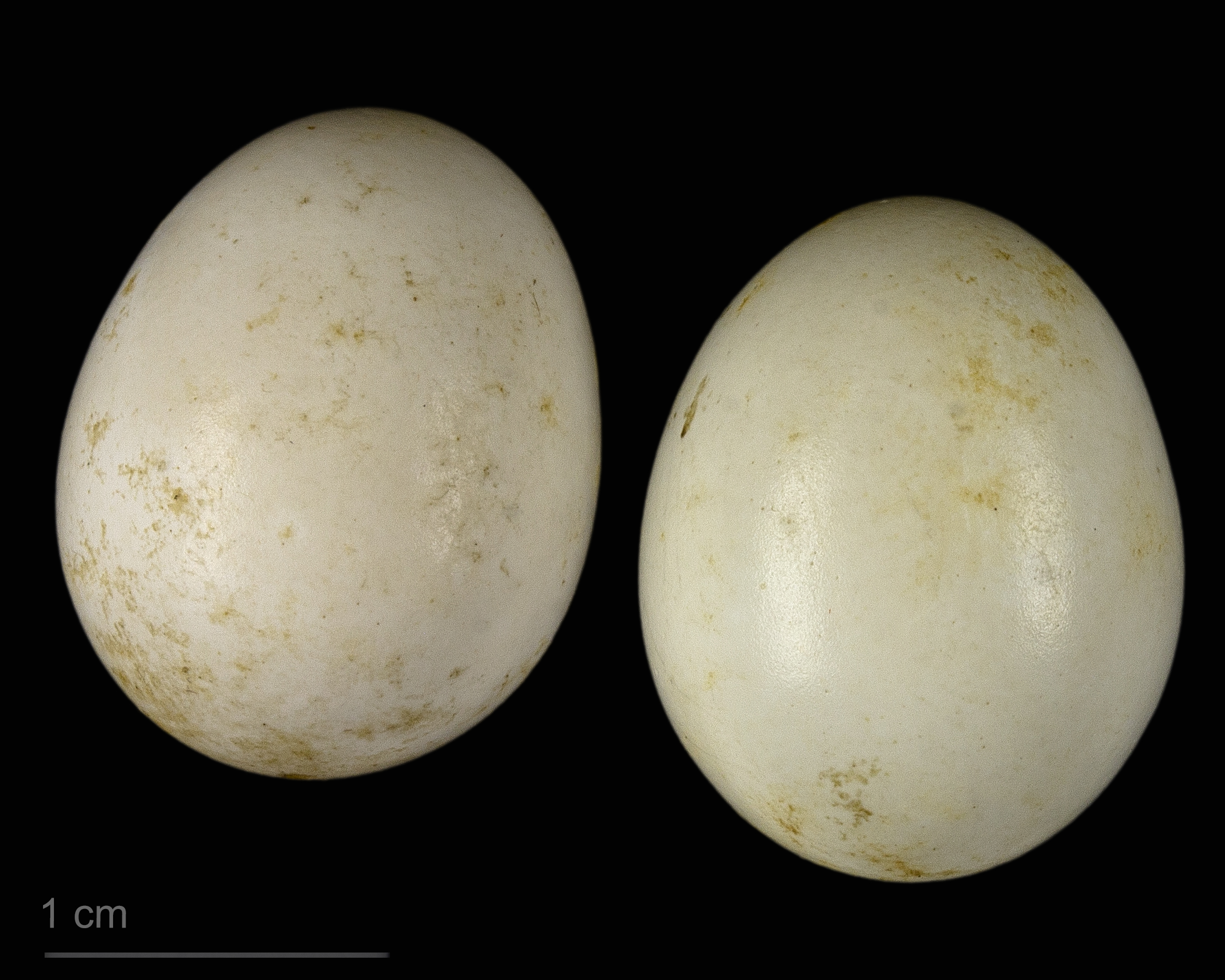
Tichodroma muraria

Den ses sällan parvis förutom under häckningstid, vilken i södra och centrala Europa infaller i maj och juni. Honan bygger ett ganska stort skålformigt, lågt bo av gräs, mossa och rotfibrer, vilket placeras i en klippskreva. Boet fodras med mjukare material som ofta omfattar fjädrar och ull, och ofta har boet två ingångar. Den lägger vanligtvis 4–5 ägg, men kullar med endast tre ägg har rapporterats. De vita äggen mäter 21 mm på längden och har ett fåtal svarta eller rödbruna spräckligheter. Först när hela kullen är lagd påbörjar honan ruvningen vilken pågår i 19-20 dygn tills äggen kläcks. Under ruvningen matas hon av hanen. När ungarna kläcks är de bostannare vilket innebär att de är blinda, utan fjädrar och hjälplösa. Båda föräldrarna matar ungarna under 28–30 dagar tills de är flygga. Paret lägger en kull per häckningssäsong.

### Vila
Murkryparen uppsöker alltid skydd för natten i en klyfta eller annan hålighet i berget eller bland stenblock. Nattetid ligger fågeln på marken i samma ställning som när den ruvar.

## Status och hot
Arten har ett stort utbredningsområde och en stor population med stabil utveckling och tros inte vara utsatt för något substantiellt hot. Utifrån dessa kriterier kategoriserar internationella naturvårdsunionen IUCN arten som livskraftig (LC). I Europa tros det häcka 29.000-69.700 par. Världspopulationen är okänd, men eftersom Europa utgör cirka 10% av artens utbredningsområde kan den mycket preliminärt uppskattas till 579.000-1.390.000 vixna individer.